# Vergine delle Rocce (Londra)
La seconda versione della Vergine delle Rocce è un dipinto a olio su tavola (189,5x120 cm) di Leonardo da Vinci, databile al 1494-1508 e conservato nella National Gallery di Londra. La prima versione del dipinto, databile al 1483-1486 circa, è invece al Museo del Louvre.

## Storia

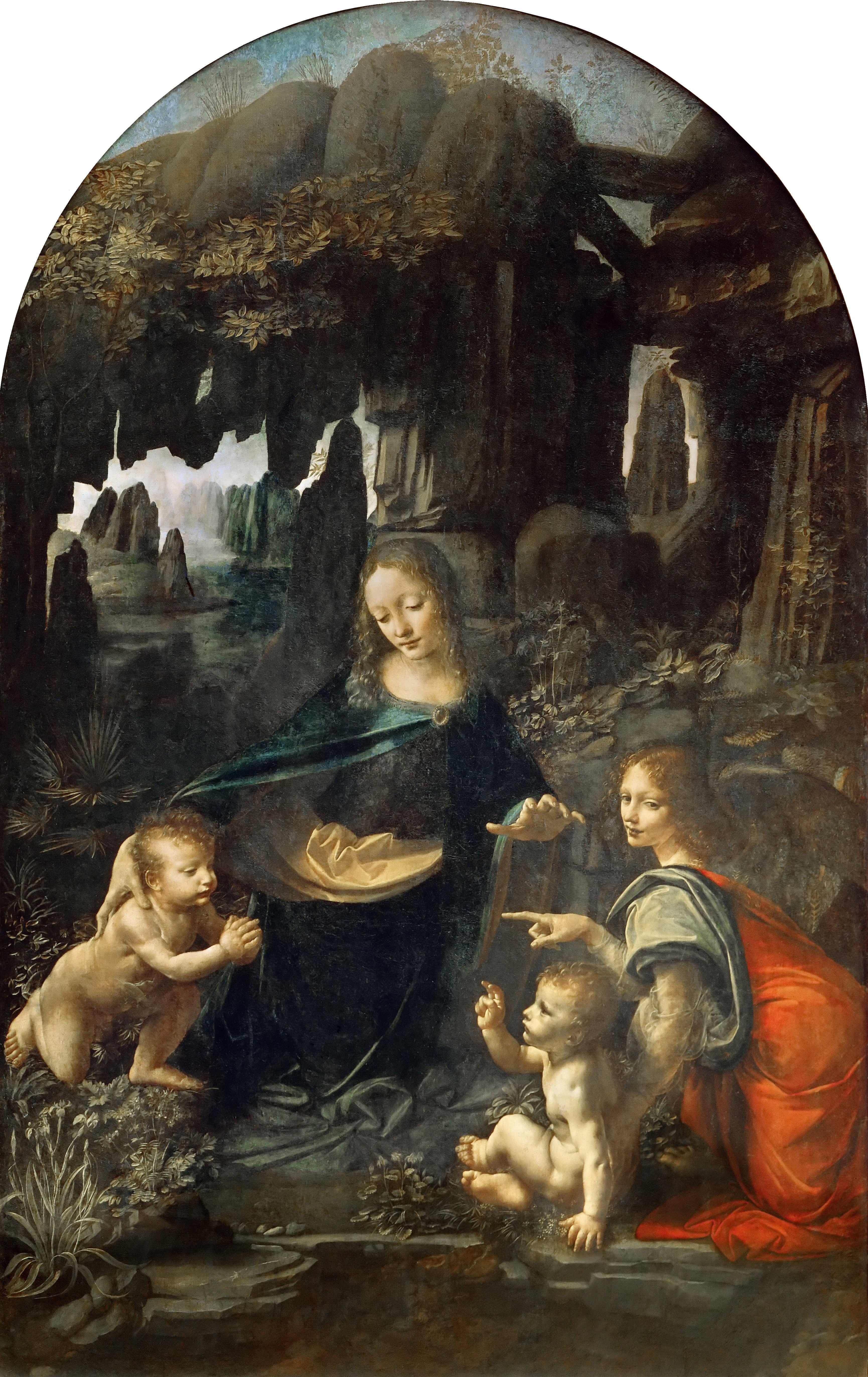
La prima versione, di Parigi

I confratelli dell'Immacolata Concezione di Maria di Milano commissionarono un dipinto per il loro altare nella chiesa di San Francesco Grande al giovane artista giunto da poco da Firenze, Leonardo, per il quale la pala d'altare rappresentava la prima commissione nella città lombarda dove si era stabilito da quasi un anno. Il dettagliatissimo contratto, datato 25 aprile 1483, prevedeva una composizione un po' antiquata, con la Madonna tra angeli, profeti e Dio Padre, che in un momento imprecisato venne variata dal pittore, optando per l'incontro tra Gesù e san Giovannino nel deserto, alla presenza di Maria e di un angelo. Il soggetto, che derivava da vari testi apocrifi, celebrava dopotutto i protettori della confraternita, Maria e Giovanni Battista, attribuendo a quest'ultimo un ruolo centrale nella composizione, protetto dalla Vergine e benedetto da Gesù.
La prima versione, quella parigina, venne completata relativamente presto, ma Leonardo e i committenti non si trovarono d'accordo sui pagamenti e, forse, sull'aspetto generale della tavola, che, come ha notato - tra gli altri - Pedretti, ha una serie di elementi inquietanti, dall'ambientazione scura e umida, all'ambiguo sorriso dell'angelo che guarda lo spettatore, fino alla mano "rapace" che Maria stende sul Bambin Gesù. Leonardo quindi si rifiutò di consegnare l'opera, stando anche alla documentazione pubblicata dalla Ottino e pochi anni dopo, forse dopo aver ricevuto un conguaglio soddisfacente, mise mano a una seconda versione del dipinto, di identiche dimensioni (la cornice era dopotutto pronta da tempo) e soggetto, sebbene con alcune varianti stilistiche e iconografiche.
Con molta probabilità la versione definitiva dell'opera venne dipinta in due fasi distinte: una databile nell'ultimo decennio del Quattrocento, sospesa per la partenza di Leonardo da Milano nel 1499; una seconda databile ai primi anni del suo secondo soggiorno milanese, al 1506-1508. Nel 1503 Antonio da Monza trasse infatti una copia del dipinto su miniatura (Vienna, Albertina), dove l'opera appare ancora incompleta nella parte inferiore. In quegli anni la prima versione venne venduta a Luigi XII di Francia.
Alla seconda versione partecipò probabilmente anche Ambrogio De Predis, socio milanese di Leonardo fin dal suo primo arrivo, al quale sono di solito assegnati anche i due angeli laterali che componevano il trittico della pala d'altare, oggi pure al museo londinese. Alcuni ipotizzano addirittura che l'autore del dipinto sia interamente il De Predis, che copiò il cartone di Leonardo, ma si tratta di un'attribuzione minoritaria: nel 2005 gli esperti della National Gallery di Londra hanno analizzato ai raggi infrarossi il dipinto trovando sotto di questo un disegno precedente, attribuibile allo stesso Leonardo.

### Vicende successive
Le aggiunte delle aureole e della croce di san Giovannino sono ritenute apocrife e di epoca moderna.
La versione londinese del dipinto è sicuramente quella che effettivamente venne installata sull'altare in San Francesco Grande, ancora lì al tempo della restaurazione della chiesa nel 1576. Trasportata nella sede della confraternita, vi rimase fino alla soppressione del 1785, quando il conte di Cicognara, regio amministratore dei beni ereditati dall'istituzione soppressa, la cedette per centododici zecchini romani al pittore inglese Gavin Hamilton, che la portò in Inghilterra. I suoi eredi vendettero il dipinto a Lord Lansdowne; l'opera passò poi al conte di Suffolk e nel 1880 alla National Gallery, che la pagò duecentocinquantamila franchi.
Negli anni immediatamente successivi alla sua realizzazione, vennero create altre versioni del dipinto da allievi diretti o seguaci del maestro:
- La cosiddetta Vergine delle Rocce Cheramy, oggi in una collezione privata in Svizzera, attribuita a Leonardo da Carlo Pedretti[2], ma rifiutata da altri specialisti del settore tra cui Pietro Marani e Giovanni Agosti, e attribuita a Giampietrino.
- La "Vergine delle Rocce di Affori", custodita nella chiesa di Santa Giustina a Milano e attribuita a Bernardino Luini[3]
- La Vergine delle Rocce di Marco d’Oggiono conservata al Castello Sforzesco di Milano
- La Vergine delle Rocce custodita nella chiesa di San Michele sul Dosso a Milano e attribuita a Francesco Melzi.

## Descrizione e stile
Nel 1483 la Confraternita dell’Immacolata concezione commissiona, a Leonardo e ai fratelli Evangelista e Giovanni Ambrogio De Predis, una pala d’altare, oggi nota come la “Vergine delle rose a collocarsi sull'altare della cappella della chiesa di San Francesco Grande, oggi distrutta. Il contratto prevedeva un trittico: la pala centrale (Madonna con Bambino, Dio Padre, un gruppo di angeli e due profeti), mentre le tavole laterali, dovevano mostrare quattro angeli in gloria.
Non è chiaro perché Leonardo cambiò il soggetto della tavola, optando piuttosto per il leggendario incontro tra i piccoli Gesù e Giovanni Battista, un episodio che non è narrato nei Vangeli canonici, ma derivante principalmente dalla Vita di Giovanni secondo Serapione, mentre l'ambientazione in un paesaggio roccioso, è derivante da episodi tratti dai Vangeli apocrifi.
La scena, ambientata in una nuda cripta che riceve luce dall’alto e dalle aperture sullo sfondo, si svolge in un umido, crepuscolare, paesaggio roccioso primigenio, orchestrato architettonicamente, in cui dominano fiori e piante acquatiche, e dove ogni elemento appare dissolversi in una densa atmosfera. 
La composizione è definita da una simbolica struttura piramidale, costituita al vertice dalla testa lievemente inclinata della Vergine e alla base da San Giovannino e dall’arcangelo; se si divide la composizione, esattamente a metà, con una linea verticale, passante per Maria, lei funge da ponte tra la metà sinistra (lato terreno, dove Maria tocca, stabilendo una complicità fisica, Giovannino che come lei è figura umana) e quella destra (lato soprannaturale della fede, occupato da un dio che si è fatto uomo e che manifesta la sua doppia natura toccando la terra con la mano sinistra e mantenendo il contatto con l’angelo dalla quale riceve sostegno). Nonostante la netta divisione tutto è in relazione grazie a un dialogo muto fatto di direttrici dello sguardo, elementi del paesaggio, ‘toccamenti’ e gesti mimici.
Al centro della composizione, davanti all’ingresso di una grotta, che evoca la forma del corpo della Vergine, assumendo la configurazione di una cupola, sono raffigurati la Vergine insieme a San Giovannino, al piccolo Gesù e ad un angelo. Al centro, Maria (mantello azzurro, con fodera dorata, è aperto sul davanti e trattenuto da una spilla decorata con una pietra preziosa, lascia intravedere il corpo della Vergine avvolto da una tunica, cinta, all’altezza del grembo, da un luminoso panneggio dorato) con le sue braccia protese, crea un volume conico che accoglie Gesù e San Giovannino, le cui posizioni sembrano disegnare la forma simbolica di una croce e si richiamano e si rispondono secondo un intenso intreccio di sguardi e di gesti. Maria inginocchiata, volge il suo tenero sguardo verso a San Giovannino, completamente nudo, inginocchiato e in adorazione di Gesù, allarga il braccio destro cingendogli le spalle, mentre il braccio sx è proteso in avanti con la mano aperta e sollevata sulla testa del Figlio, in gesto di protezione, completamente nudo, con il corpo in torsione: il braccio sx teso con la mano poggiata al limitare della roccia, a sostenere il corpo, mentre il braccio dx è sollevato con la mano nell’atto di benedire san Giovannino. Dietro di lui si trova un angelo, probabilmente l’arcangelo Gabriele, dal volto dolcissimo con un vaporoso mantello rosso, che guarda direttamente verso lo spettatore con un lieve sorriso, coinvolgendolo nella rappresentazione, con il dito indice della mano destra indica san Giovannino, rinviando lo sguardo verso il punto di partenza, mentre con il braccio sx sorregge Gesù.
Dietro il gruppo sacro, si aprono due profonde cavità che rivelano un paesaggio roccioso di speroni e gruppi di rocce appuntite, che a sx sfumano verso una luminosità lontana per effetto della densità atmosferica. In alto invece il cielo si fa cupo, quasi notturno, con l'incombere minaccioso della grotta, punteggiata da innumerevoli pianticelle.
Piante e alberi hanno un significato simbolico importante e trasmettono un messaggio metaforico, mentre mostrano la profonda conoscenza di Leonardo delle forme botaniche e dei processi ad esse sottostanti. Il dipinto è stato definito un “tour de force geologico e botanico” per l’incredibilmente accurata rappresentazione delle complesse formazioni geologiche e per le piante lussureggianti che riempiono la rocciosa grotta naturale, le quali non sono distribuite, secondo uno schema decorativo, ma mostrate crescere solo in luoghi dove l’arenaria erosa si è decomposta a sufficienza per permettere alle loro radici di attecchire, e sono rappresentate solo le specie adatte all’ambiente umido della grotta naturale, ognuna in uno specifico habitat e in una fase dello sviluppo appropriata dal punto di vista stagionale (marzo-aprile).
- dietro alla spalla sinistra della Vergine c’è una elegante Aquilegia (nome latino Aquilegia vulgaris, derivato da aquila, poiché i fiori sembravano ricordare un artiglio di aquila. Nell’antichità la pianta era anche conosciuta come “Erba del Leone” e il suo nome comune, “colombina”, allude alla somiglianza del fiore ad un gruppo di colombe. L’aquila e il leone erano i simboli degli evangelisti Giovanni e Marco; la colomba personificava lo Spirito Santo e le foglie tripartite dell’aquilegia erano un simbolo della Trinità); 
- sopra la mano sx della Vergine, un gruppo di piccoli mulinelli formati dalle foglie del Caglio o Zolfina (Galium verum) (questa specie in inglese è chiamata Letto della Madonna perché secondo la leggenda, Giuseppe usò il suo strame secco per fare un letto per Maria nella mangiatoia e i suoi bianchi fiori si mutarono in luminoso oro quando nacque Gesù);
- sopra il ginocchio di Gesù, la rosetta di foglie è stata identificata come appartenente alla Primula (Primula vulgaris) (purezza di Cristo e di Maria); 
- sopra a San Giovannino, foglie di palma (simbolo di immortalità, vittoria della vita sulla morte); 
- sotto Gesù, un piccolo gruppo di anemoni o Fior di Stella (Anemone hortensis) (il fiore rappresenta le gocce di sangue di Cristo e si credeva che fosse fiorito sotto la croce sul Calvario quando il sangue cadde dalle ferite di Cristo);
- tra il ginocchio destro e il tallone sinistro di San Giovanni, foglie di acanto (Acanthus mollis) (simbolo della resurrezione, poiché avvizzisce interamente in autunno e rinasce rapidamente con una profusione di verde fogliame in primavera);
- in basso a sinistra, iris (Iris pseudacorus) a tre petali (mistero della Trinità), mentre le sue bellissime foglie a spirale rinviano all’iride - luce; per la sua forma è detto anche “giglio a spada” con allusione ai dolori di Maria per la morte in croce di Cristo; se è di colore bianco, come il giglio, simboleggia la purezza e la verginità di Maria, mentre se violaceo allude alla passione di Cristo;
- iperico (Hypericum perforatum), pianta consacrata a San Giovanni che si credeva avesse poteri protettivi;
- ciclamino (Cyclamen purpurescens) che simboleggia amore e devozione per le sue foglie a forma di cuore;
- varie specie di felci che si riteneva fossero benevoli repositori di anime;
- rami di quercia (Quercus robur).
Osserviamo attentamente l’arcangelo e la direzione della sua mano; verso chi è realmente diretto l’indice? Innanzitutto, notiamo la posizione innaturale del braccio rispetto
al polso, che subisce una torsione, in moda tale che la mano risulti leggermente inclinata verso l’interno della grotta. Se guardiamo infatti attentamente la posizione delle dita, ci accorgiamo che l’indice non è rivolto verso San Giovannino, ma bensì verso il grembo della Vergine dove ha origine la Redenzione, che culminerà nel sacrificio della Croce, preannunciata dal Battista, benedetto da Gesù con la mano dx.
Accolta questa interpretazione, lo sguardo del fedele non sarebbe più dunque rivolto verso la figura del Battista, che avrebbe enfatizzato il tema della Passione e della morte di Cristo, ma verso quel grembo cinto da un misterioso panneggio dorato. In questo modo comprendiamo così la ragione per cui, mentre il volto di Maria è rivolto verso Gesù, gli occhi sono orientati verso il proprio grembo.
La relazione Grotta-Grembo è ora immediata; se l’arcangelo indica infatti il grembo materno, è per giustificare che il grembo di Maria è la vera grotta, la caverna della fecondità, il luogo dell’Incarnazione; quella grotta è lo spazio dell’origine dove Maria è colei che genera e nell’oscurità di una caverna Dio nasce; Dio compie dal cielo un vero e proprio esodo per incarnarsi nel grembo di una donna. Questa grotta evoca contemporaneamente una capanna, con un pilastro roccioso al centro, con le conformazioni geologiche superiori che agiscono come travi, scaricandone il peso sulle rocce laterali. La grotta non si caratterizza allora solo come una struttura geologica, frutto del divenire della Natura e delle sue continue trasformazioni, ma come tempio cosmico, tempio originario della fede. Nei testi della tradizione, il sepolcro di Cristo è ricordato in relazione alla gravidanza della Vergine; infatti è posta una corrispondenza tra il sepolcro nuovo, vergine ed incontaminato, dove fu deposto Cristo dopo la morte, grembo della risurrezione e il grembo della Vergine, sorgente di vita. In questo senso, la caverna potrebbe evocare la continuità simbolica tra il grembo di Maria (grotta della natività) e il sepolcro (grotta della morte e della risurrezione). L’arcangelo Gabriele, colui che annunciò a Maria che partorirà il Figlio di Dio, indirizzando in nostro sguardo verso quel grembo, starebbe proprio ad indicare quel momento di cerniera tra passato e presente (Incarnazione) e l’evento della nascita del Redentore.
Il grembo è messo in evidenza da un tessuto dorato il cui panneggio a sx si dispiega in 3 pieghe (Trinità) che poi convergono a dx, in un’unica piega (Spirito Santo che scende su Maria), quasi ad alludere ad un movimento verso l’Unità (Dio). Si può notare ancora come l’Arcangelo sia ulteriormente in diretta relazione con l’idea di Uno tracciando una linea verticale che lo collega alla svettante roccia-pinnacolo, ben visibile sul fondo.
Altro elemento che assume importanza è il fermaglio contenente una pietra preziosa, circondata da una teoria di piccole perle, che sulla sx produce un lustro, simbolo del divino. La pietra preziosa può alludere a Maria come speculum sine macula (specchio senza macchia) che riflette in sé la giustizia divina, la sua armonia, la sua verità e la sua bellezza.
I quattro personaggi colpiscono l’osservatore perché sembrano “comunicare” tra loro attraverso il linguaggio simbolico delle mani, con forti richiami palindromi numerici. Provando infatti a “leggere” la disposizione delle mani dall’alto verso il basso, avremo che le dita allargate della mano della Madonna suggeriscono il numero 5, seguito dal numero 1, rappresentato dall’indice puntato dell’arcangelo: 5 + 1 =6
Leggendo il dettaglio al contrario, cioè dal basso verso l’alto, si nota come l’indice e il medio di Gesù benedicente suggeriscono anch’essi un 5, espresso questa volta in numero romano (V); con lo stesso criterio leggeremo I il sovrastante indice puntato dell’arcangelo: da cui V + I = VI. Il numero romano VI si può ritrovare nella parte superiore destra, in visione orizzontale, dato dalla atipica disposizione a ‘V’ delle due travi rocciose poste sopra la nicchia, nel cui interno luminoso si staglia un blocco monolitico, che richiama l’indice puntato dell’arcangelo (I), così come le summenzionate “rocce-travi” ammiccano alla posizione delle due dita del piccolo Gesù benedicente; un’attenta osservazione dei singoli elementi rocciosi, che compongono la volta della grotta, ci permette di scorgere la forma della mano aperta della Madonna che identifica il numero 5; l’ultimo elemento da identificare sono le mani di San Giovannino riscontrabili scenograficamente, proprio al di sopra di lui, sotto forma di protuberanze dolomitiche, che richiamano la conformazione delle sue mani congiunte.
Ci sarebbe un cane con guinzaglio sotto la selva che sovrasta le figure umane; quel cane è l'atto di accusa di Leonardo Da Vinci contro la corruzione del Papato dell'epoca. Attraverso quella figura nascosta sotto il fogliame, Leonardo punterebbe dunque il dito contro il papato di allora che privilegiava il potere temporale rispetto a quello spirituale; quindi Leonardo avrebbe utilizzato il dipinto per esprimere il suo pensiero e la richiesta di un rigoroso Cristianesimo che riprenda l'esempio di Dio per i Comandamenti e di Gesù come espresso nei Vangeli; quindi il cane con guinzaglio è il simbolo dell'uomo che deve obbedire a Dio, ai Comandamenti divini, a Gesù, alla vita che Gesù ha incarnato perfettamente per esprimere l'amore cristiano.